# 大津浜事件
大津浜事件（おおつはまじけん）は、文政7年5月28日（1824年6月24日）に水戸藩領の大津（現在の茨城県北茨城市大津町）の浜にイギリス人12人が上陸し、水戸藩が尋問した後、彼らを船に帰した事件。文政8年（1825年）の異国船打払令の一因となった。

## 事件の概要
19世紀初めごろから、産業革命のため欧米の国々による日本近海での捕鯨が盛んになった。水戸周辺での異国船の出没は次第に増えていき、文政6年（1823年）頃には頻繁になっていた。文政7年5月28日（1824年6月24日）、イギリス船数隻が水戸藩領の大津浜沖に姿を見せ、12人のイギリス人が水戸の浜に上陸し、御附家老・中山信情の役人に捕らえられた。尋問の後、船内に壊血病者がいるために新鮮な野菜や水を補給するために上陸したことがわかり、これらを与えて船員を船に帰した。

## 事件後の状況と余波
藤田幽谷門下の学者はこの対応を非難し、後の攘夷運動につながっていく。
同年には薩摩沖の宝島にイギリスの捕鯨船員が上陸して牛を強奪しようとしたために島民との間で交戦状態となる宝島事件も起こっている。
この事件を機に、文政8年（1825年）、幕府はオランダ、中国以外の西欧の国の船を発見と同時に攻撃すべきという異国船打払令を発した。